# Flederichsmühle

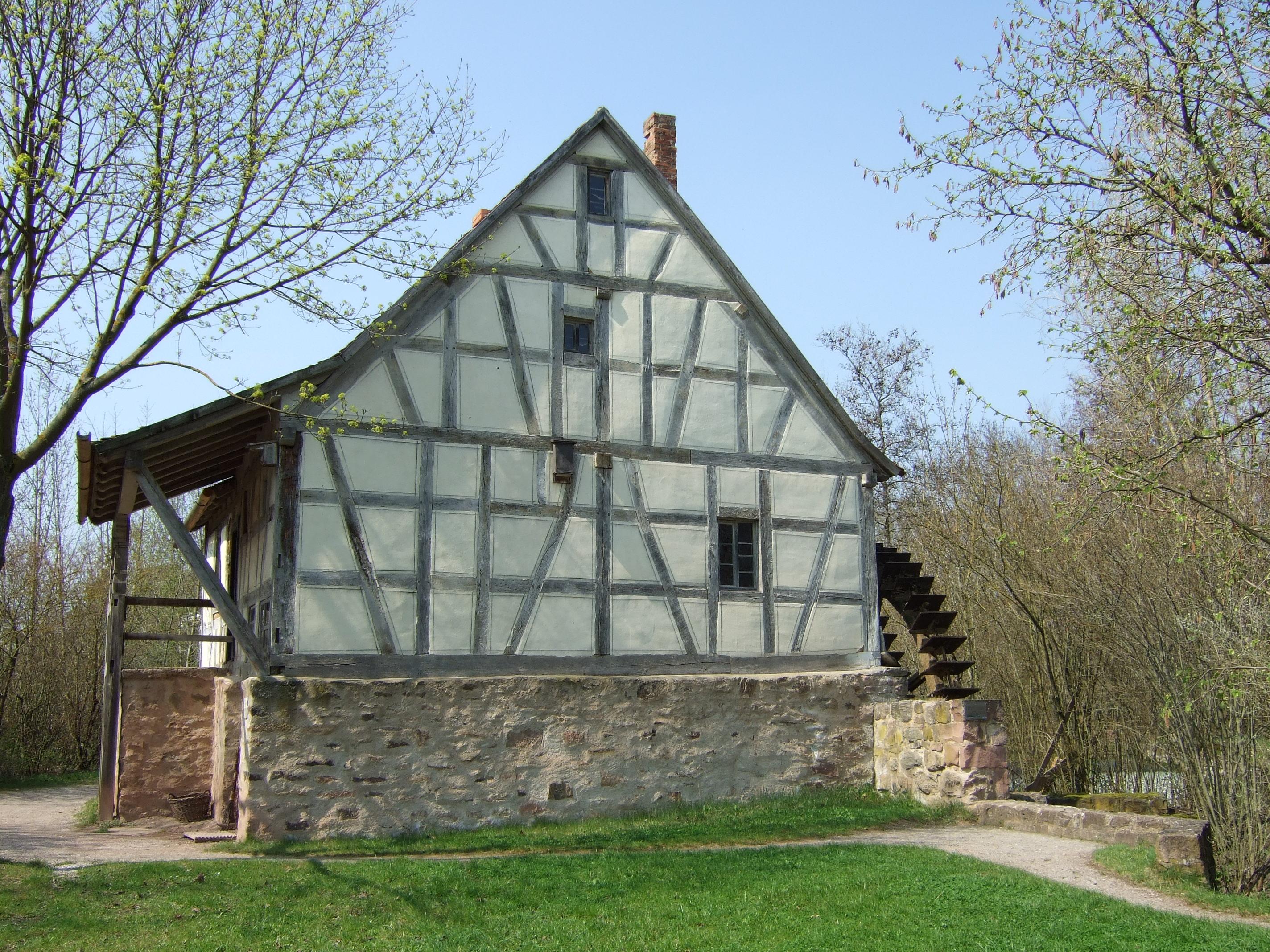
Die originalgetreu wiederaufgebaute Flederichsmühle, im Fränkischen Freilandmuseum Bad Windsheim

Flederichsmühle ist ein Gemeindeteil des Marktes Mömbris im unterfränkischen Landkreis Aschaffenburg in Bayern.

## Geographie
Der Weiler Flederichsmühle liegt im mittleren Kahlgrund bei Erlenbach an der Kahl, zwischen Königshofen a.d.Kahl und Blankenbach. Die Ansiedlung befindet sich auf der Gemarkung von Königshofen, südlich der Bahnstrecke Kahl–Schöllkrippen und des Kahltal-Spessart-Radweges.

## Geschichte

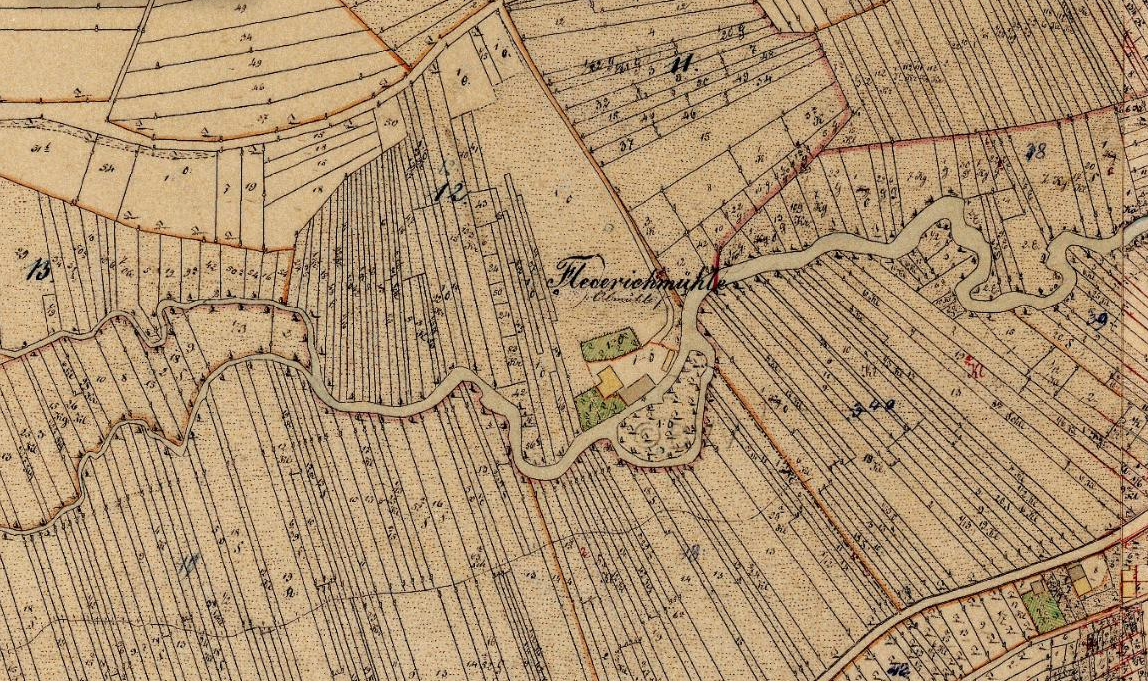
Die Flederichsmühle (Bildmitte) in der Uraufnahme von 1846

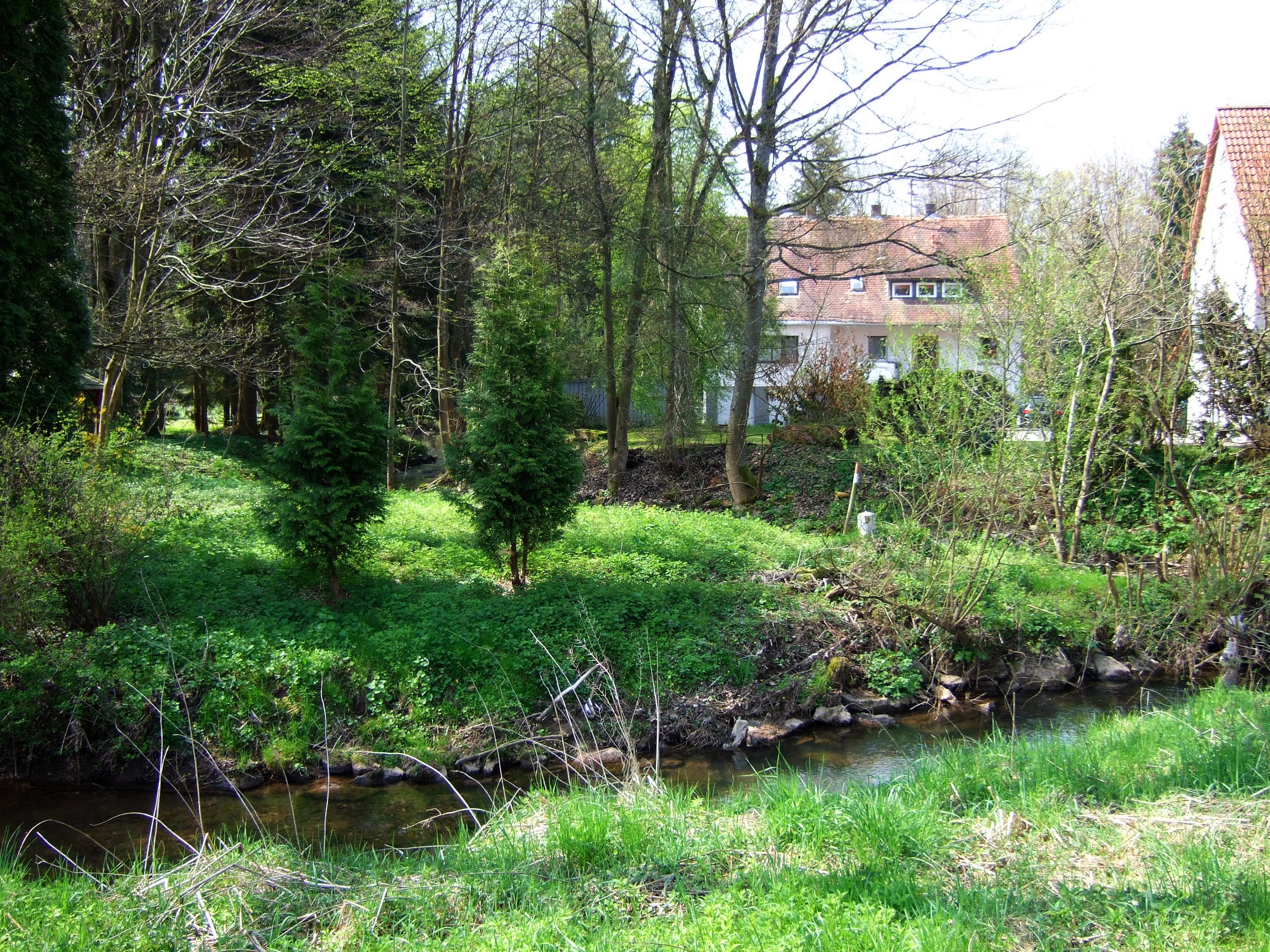
Geteilte Kahl an der Flederichsmühle

Am 6. Juli 1810 erhielt Johann Oster aus Königshofen im Kahlgrund den hochfürstlichen Konsens zur Errichtung einer Ölmühle in der damals Erlenbacher Gemarkung. Damit beginnt die Geschichte der Flederichsmühle. Der Name geht auf die Flurbezeichnung Im Flederich (Sumpfgras)  zurück, in der die Mühle gebaut wurde.
1849 wurde der gesamte Besitz mit dem Wohnhaus geteilt. Martin Parr, der schon 1816 die Ölmühle übernommen hatte, behielt als Ölmüller den Teil mit der Ölmühle, während sein ältester Sohn Johann Parr als Bauer den anderen Teil zugesprochen bekam, den weiteren Söhnen blieben nur Teilflächen der Grundstücke. Die Teilung erfolgte aufgrund des sogenannten Mainzer Landrechts, das in diesem Gebiet des Spessarts, auch noch in bayerischer Zeit die Erbfolge festlegte und zur sogenannten Realteilung (Aufteilung auf alle Kinder) und damit zur Zersplitterung des Besitzes führte.
Die Teilung betraf auch das Gebäude selbst. Da aber der ursprüngliche Bau von 1810 sehr klein war, wurde ein Anbau mit zweiter Wohnung angefügt. Zur seit 1810 nachweisbaren, eingebauten Ölmühle kam seit 1883 eine kleine Getreidemühleneinrichtung in der anderen Besitzhälfte hinzu, die aber nur bis 1928 bestand. Von Anfang an handelte es sich um einen nur sehr kleinen, kaum zum Nötigsten reichenden Besitz, der durch die Teilung nochmals geschmälert wurde. 1850 gehörten dem Ölmüller nicht einmal ein Tagwerk (0,3 ha). Diese Armut drückt sich auch im Gebäude mit den kleinen Wohnräumen im Obergeschoss aus, die wie in das Gebäude eingehängt erscheinen. Dazu zählen der kleine Flur (Ern), eine Wohnküche und eine kleine, sehr niedrige Schlafkammer über dem Kollergang der Ölmühle. Weitere Schlafmöglichkeiten gab es im Dach. Der größte Teil des Hauses ist für die technische Einrichtung vorgesehen.
Im Jahr 1950 lebten in der Ansiedlung in 13 Haushalten 83 Menschen.

### Wiederaufbau
1986 wurde die seit dem 1. Mai 1978 zum Markt Mömbris gehörende Flederichsmühle abgebaut und mit ihren beiden unterschlächtigen Wasserrädern (mit der Unterseite im fließenden Wasser) originalgetreu im Fränkischen Freilandmuseum Bad Windsheim wieder errichtet.

## Kirche
Die ansässigen evangelischen Personen gehören der Gemeinde Schöllkrippen  an und die katholischen werden von der Kirche in Krombach und Königshofen an der Kahl betreut.